# Sewellia
Sewellia is een geslacht van straalvinnige vissen uit de familie van de steenkruipers (Balitoridae).

## Soorten
- Sewellia albisuera Freyhof, 2003
- Sewellia analis Nguyen & Nguyen, 2005
- Sewellia breviventralis Freyhof & Serov, 2000
- Sewellia diardi Roberts, 1998
- Sewellia elongata Roberts, 1998
- Sewellia lineolata (Valenciennes, 1846)
- Sewellia marmorata Serov, 1996
- Sewellia medius Nguyen & Nguyen, 2005
- Sewellia patella Freyhof & Serov, 2000
- Sewellia pterolineata Roberts, 1998
- Sewellia songboensis Nguyen & Nguyen, 2005
- Sewellia speciosa Roberts, 1998
- Sewellia trakhucensis Nguyen & Nguyen, 2005